# ساعة البندول
ساعة البندول: أو عروض هندسية تتعلق بحركة البندول المطبقة على الساعات كتاب نشره كريستيان هوغنس في 1673.و عمله الرئيسي على البندول وعلم البنكامات . يعتبر هذا العمل واحدًا من أهم ثلاثة أعمال تم إجراؤها في علم الميكانيكا في القرن السابع عشر ، والعملان الآخران هما خطاب غاليليو المظاهرات الرياضية المتعلقة بعلمين جديدين (1638) وإسحاق نيوتن الأصول الرياضية للفلسفة الطبيعية (1687) ).